# Perrotia (schimmelgeslacht)
Perrotia is een geslacht van schimmels in de familie Lachnaceae. De typesoort is Perrotia flammea.

## Soorten
Volgens Index Fungorum telt het geslacht 20 soorten (peildatum april 2022):
| Soortnaam                                      | Auteur(s)                  | Publicatiejaar |
| ---------------------------------------------- | -------------------------- | -------------- |
| Perrotia alba                                  | Dennis                     | 1961           |
| Perrotia apiculata                             | (Dennis) Spooner           | 1987           |
| Perrotia atrocitrina                           | (Berk. & Broome) Dennis    | 1962           |
| Perrotia aurea                                 | (Massee) Dennis            | 1958           |
| Perrotia cruenta                               | (Sacc.) Boud.              | 1907           |
| Perrotia distincta (Vleeskleurig franjekelkje) | (Peck) J.H. Haines         | 1989           |
| Perrotia flammea (Vlammend franjekelkje)       | (Alb. & Schwein.) Boud.    | 1901           |
| Perrotia gallica                               | (P. Karst. & Har.) Spooner | 1987           |
| Perrotia himalayensis                          | E. Müll. & Dennis          | 1959           |
| Perrotia hongkongensis                         | W.Y. Zhuang                | 2001           |
| Perrotia lutea                                 | (W. Phillips) Dennis       | 1958           |
| Perrotia malemchiensis                         | Balf.-Browne               | 1968           |
| Perrotia microspora                            | Verkley                    | 2004           |
| Perrotia nanjenshana                           | Y.Z. Wang & J.H. Haines    | 1999           |
| Perrotia pilifera                              | W.Y. Zhuang & Z.H. Yu      | 2001           |
| Perrotia robusta                               | Grelet ex Spooner          | 1987           |
| Perrotia sharmae                               | Svrček                     | 1976           |
| Perrotia sphaerula                             | (Sacc.) Spooner            | 1987           |
| Perrotia velutarioides                         | (Speg.) Gamundí            | 1987           |
| Perrotia yunnanensis                           | W.Y. Zhuang & Z.H. Yu      | 2001           |